# Argentinisches Staatsangehörigkeitsrecht
Das Argentinische Staatsangehörigkeitsrecht regelt die Art und Weise, wie man die argentinische Staatsangehörigkeit erwirbt oder erwerben kann. Staatsangehörigkeit, wie sie im Völkerrecht verwendet wird, beschreibt die rechtlichen Methoden, durch die eine Person eine nationale Identität und die formelle Mitgliedschaft in einer Nation erlangt. Staatsbürgerschaft bezieht sich auf die Beziehung zwischen einer Nation und einem Staatsangehörigen, nachdem die Mitgliedschaft erreicht wurde. Argentinien erkennt ein duales System an, das sowohl Jus soli als auch Jus sanguinis für den Erwerb der Staatsangehörigkeit durch Geburt akzeptiert und ermöglicht ausländischen Personen die Einbürgerung.

## Terminologie
Im Allgemeinen bezieht sich Staatsangehörigkeit auf die rechtliche Zugehörigkeit einer Person zu einem Land und ist der übliche Begriff, der in internationalen Verträgen verwendet wird, wenn von Mitgliedern eines Staates die Rede ist; Bürgerschaft bezieht sich auf die Gesamtheit der Rechte und Pflichten, die eine Person in diesem Staat hat. Es kann möglich sein, dass ein Nicht-Staatsangehöriger einen Grad an zivilen und politischen Rechten erlangt, der normalerweise mit der Bürgerschaft verbunden ist (z. B. Aufenthalts- oder Arbeitsrechte), während es auch möglich ist, dass einem Staatsangehörigen bestimmte Rechte verwehrt werden (z. B. Kinder, die vom Wählen ausgeschlossen sind). In Argentinien bezieht sich der Begriff „Staatsangehörigkeit“ (nacionalidad) auf die Mitgliedschaft im Staat, während „Bürgerschaft“ (ciudadanía) die Teilnahme einer Person an der nationalen Gesellschaft beschreibt.

## Geburt in Argentinien
Jede Person, die im argentinischen Staatsgebiet geboren wird, erwirbt durch Geburt die argentinische Staatsangehörigkeit. Eine bemerkenswerte Ausnahme von dieser Regel gilt für Kinder von Personen im Dienst einer ausländischen Regierung, wie z. B. ausländischen Diplomaten. Diese Regel kann auch auf Personen angewendet werden, die auf den Falklandinseln (spanisch: Islas Malvinas), einem zwischen Argentinien und dem Vereinigten Königreich umstrittenen Gebiet, geboren wurden.

## Staatsangehörigkeit durch Abstammung
Das argentinische Staatsangehörigkeitsrecht folgt dem Jus sanguinis; jede Person über 18 mit mindestens einem argentinischen Elternteil kann die argentinische Staatsbürgerschaft wählen und muss lediglich ihre entsprechende Abstammung vor einem Bundesrichter nachweisen. Für ein minderjähriges Kind, das außerhalb des Landes geboren wurde, muss der argentinische Elternteil die Geburtsurkunde des Kindes bei der örtlichen argentinischen Botschaft vorlegen.

## Einbürgerung
Ausländer können die argentinische Staatsbürgerschaft erwerben, nachdem sie einen bestimmten Zeitraum (in der Regel 2 Jahre) im rechtmäßig Land gelebt haben, wie es das argentinische Gesetz vorschreibt. Die Antragsteller müssen Loyalität zum demokratischen System Argentiniens erklären, ihre Selbstversorgung ohne staatliche Hilfe nachweisen, ein sauberes Führungszeugnis vorlegen und andere von den argentinischen Einwanderungsbehörden festgelegte Kriterien erfüllen. Im Gegensatz zu einigen Ländern verlangt Argentinien in der Regel nicht, dass Antragsteller ihre bisherigen Staatsangehörigkeiten aufgeben. Personen, die wegen bestimmter Straftaten oder Vergehen gegen den Staat verurteilt wurden, können jedoch dauerhaft von der Einbürgerung ausgeschlossen werden. Die erforderliche Aufenthaltsdauer kann bestimmten Bedingungen oder Ausnahmen unterliegen, wie dem Abschluss von Integrationskursen oder dem Ehestand mit argentinischen Staatsbürgern. Darüber hinaus können Bürger bestimmter Länder oder Regionen von bestimmten Anforderungen befreit oder während des Einbürgerungsverfahrens besonders berücksichtigt werden. Die Anzahl der Personen, die als argentinische Staatsbürger eingebürgert werden, variiert von Jahr zu Jahr und spiegelt Veränderungen in der Einwanderungspolitik und demografische Trends wider.
Die Einbürgerung kann verweigert werden, wenn Antragsteller:
- in den letzten 5 Jahren mehr als 3 Jahre im Gefängnis waren;
- strafrechtlich verfolgt werden;
- ein illegitimes Einkommen haben. Arbeiten ohne legale Genehmigung gilt für die meisten Berufungskammern als illegitimes Einkommen.

Da das Einbürgerungsgesetz seit 1869 im Wesentlichen unverändert geblieben ist, vorbehaltlich späterer Änderungen, gibt es viele Präzedenzfälle, auf deren Grundlage der Oberste Gerichtshof fast jedes einwanderungsbezogene Problem lösen kann. Die Staatsangehörigkeit wurde Einwanderern gewährt, die nicht legal ansässig waren, ohne legale Genehmigung arbeiteten oder illegal in das Land eingereist sind, und in Ausnahmefällen sogar Einwanderern mit Vorstrafen.
Die kontinuierliche zweijährige Aufenthaltsanforderung bedeutet, dass die Antragsteller Argentinien zu ihrem Zuhause machen müssen. Da die Antragsteller jedoch dieselben Bürgerrechte wie Argentinier genießen, einschließlich des Rechts zu reisen, können sie das Land auch zeitweise verlassen.
Aus historischen Gründen sind die Bundesgerichte immer noch zurückhaltend, die Rechte von „irregulären“ Einwanderern anzuerkennen. Sie fordern in der Regel die folgenden Anforderungen in Bezug auf das abgeschaffte Gesetz 21.795:
- Nachweis des legalen Aufenthalts
- Nachweis der Ausübung einer legalen Arbeit
- Spanischkenntnisse
- Geburtsurkunde apostilliert und von einem öffentlichen Notar übersetzt
- Führungszeugnis aus dem Heimatland
- Führungszeugnis in Argentinien
- CUIT- oder CUIL-Nummer

## Option für argentinische Staatsangehörigkeit durch Abstammung
Im Ausland geborene Personen mit einem argentinischen Elternteil haben die Möglichkeit, die argentinische Staatsangehörigkeit zu erwerben. Das Verfahren kann entweder beim nächstgelegenen argentinischen Konsulat (wenn die Person im Ausland ist) oder beim RENAPER (Nationales Personenregister) oder den Standesämtern (wenn die Person im Land ist) durchgeführt werden. Dazu ist notwendig Kind eines argentinischen Elternteils  zu sein.
- Wenn die Person über 18 Jahre alt ist, liegt der Antrag in der alleineigen  Entscheidung der Person.
- Wenn die Person unter 18 Jahre alt ist, sind nur die Inhaber der elterlichen Sorge berechtigt, die Entscheidung im Namen der Person zu treffen.

Wenn die Person als Kind im Ausland geboren wurde, kann ihr die argentinische Staatsangehörigkeit verliehen werden. Die Person kann das nächst zu ihrem Wohnort gelegene Konsulat aufsuchen, um die Option für die argentinische Staatsangehörigkeit für Kinder argentinischer Eltern, die im Ausland geboren wurden, zu beantragen.

## Doppelte Staatsangehörigkeit
Doppelte Staatsangehörigkeit wird von Argentinien akzeptiert. Einige Länder haben mit Argentinien ein Gegenseitigkeitsabkommen geschlossen (Chile, Kolumbien, Ecuador, El Salvador, Spanien, Vereinigte Staaten von Amerika bis zum 20. Oktober 1981, Honduras, Italien, Nicaragua, Norwegen, Panama und Schweden); argentinische Staatsbürger, die die Staatsbürgerschaft eines dieser Länder erworben haben, betreten Argentinien mit Dokumenten und als Staatsbürger ihrer anderen Staatsangehörigkeit und werden als solche betrachtet, es sei denn, sie beabsichtigen, dauerhaft im Land zu bleiben.
Argentinische Staatsbürger, die auch Staatsbürger von Nicht-Gegenseitigkeitsländern sind (z. B. durch Einbürgerung in eine andere Staatsbürgerschaft), werden innerhalb des argentinischen Territoriums nur als argentinische Staatsbürger anerkannt und würden normalerweise mit ihrem argentinischen Pass ein- und ausreisen. Sie können innerhalb von 180 Tagen mit den Reisedokumenten ihrer anderen Staatsangehörigkeit ein- und ausreisen, aber wenn sie die argentinische Staatsbürgerschaft beanspruchen, müssen sie ihr argentinisches Ausweisdokument vorlegen. Nach einem Aufenthalt von mehr als 180 Tagen können sie nur mit ihrem argentinischen Pass ausreisen. Es ist auch möglich, die argentinische Staatsbürgerschaft nicht zu erwähnen und als ausländischer Staatsbürger ein- und auszureisen, solange die Reisedokumente keinen Geburts- oder Wohnort in Argentinien angeben.
Trotz der Regeln wird von Reisenden berichtet, dass es oft Schwierigkeiten gibt, da Einwanderungsbeamte möglicherweise nicht mit den Regeln vertraut sind, und es kommt zu Feindseligkeiten. Zwei sachkundige Einwanderungsbeamte haben die Regeln in einer nützlichen Diskussion erklärt, wie sie sie anwenden. Im Falle von Schwierigkeiten beim Reisen ohne argentinischen Pass gibt es einen Express-Passdienst (mit langen Öffnungszeiten) an Flughäfen gegen zusätzliche Kosten bei Vorlage des argentinischen Ausweisdokuments; der Prozess soll 15 Minuten dauern, und der Pass soll in 2 bis 6 Stunden fertig sein.

## Aufgabe und Entzug der Staatsbürgerschaft
Die argentinische Staatsangehörigkeit kann nicht aufgegeben werden; im Gegensatz zu einigen anderen Ländern, in denen der Verzicht unter bestimmten Bedingungen möglich ist bleibt die argentinische den Personen ein Leben lang erhalten. Sie kann jedoch widerrufen werden, wenn sie durch kriminelle Mittel erlangt wurde, wie z. B. durch gefälschte Dokumente. Außerdem kann die Staatsbürgerschaft Personen entzogen werden, die sich an Aktivitäten beteiligen, die als schädlich für den Staat angesehen werden, wie es das argentinische Gesetz bestimmt.

## Geschichte
Der erste erfolgreiche Versuch, eine argentinische Verfassung zu verabschieden, erfolgte 1853. trafen sich 1813 Delegierte, um eine Verfassung nach dem Modell der Verfassung von Cádiz für die Vereinigte Provinzen des Río de la Plata zu entwerfen, die freien Männern, die in den Provinzen geboren und leben, die Staatsbürgerschaft gewährte. Es schuf keine zentrale Autorität, da es den verschiedenen Provinzen Autonomie gewährte und außerhalb der Provinz Buenos Aires keine echte Autorität hatte. Eine gescheiterte Verfassung von 1819 wurde von den Provinzen abgelehnt. Zahlreiche Versuche verschiedener Verfassungsgebender Versammlungen konnten nicht klären, ob die Provinzen einer monarchischen oder republikanischen Regierungsform folgen würden, was sich auch als das Ende der Verfassung von 1826 herausstellte. Artikel 15 bestimmte, dass die Sklaverei abgeschafft wurde, Artikel 16, dass alle Einwohner vor dem Gesetz gleich sind, und Artikel 20, dass Ausländer, die im Land leben, die gleichen bürgerlichen Rechte wie Staatsbürger haben und nach einem zweijährigen Aufenthalt in Argentinien für die Einbürgerung in Frage kommen. Die Verfassung legte fest, dass die Staatsangehörigkeit nach den im Zivilrecht beschriebenen Bestimmungen erworben oder verloren werden konnte. Bereits 1867 bestätigte der Oberste Gerichtshof, dass eine verheiratete Frau die Staatsangehörigkeit ihres Mannes teilt. In einem Fall, der Elena Eyras, eine Argentinierin, und ihren Mann Manuel Pedro de la Peña, einen Paraguayer, betraf, argumentierte der Ehemann, dass ihre unterschiedlichen Staatsangehörigkeiten eine Entscheidung vor dem Bundesgericht erforderten. Das Gericht weigerte sich, ihren ehelichen Streit zu hören, und verweigerte die bundesrechtliche Zuständigkeit mit der Begründung, dass verheiratete Frauen eine einheitliche Identität haben und denselben Wohnsitz wie ihre Ehemänner teilen müssten.
Das Gesetz 346 vom 8. Oktober 1869, das erste argentinische Staatsangehörigkeitsgesetz, legte in Artikel 1 fest, dass die Geburt in Argentinien die Grundlage für die Staatsangehörigkeit eines Kindes ist, unabhängig von der Staatsangehörigkeit seiner Eltern, es sei denn, die Eltern waren ausländische Minister oder Diplomaten, die im Land residierten. Das Gesetz legte auch fest, dass ein im Ausland geborenes Kind eines Staatsangehörigen beiderlei Geschlechts die Staatsangehörigkeit von seinem Elternteil ableiten kann, indem es die Verfahren zur Erklärung der argentinischen Staatsangehörigkeit einhält. Es enthielt keine spezifischen Bestimmungen in Bezug auf den Verlust der Staatsbürgerschaft, aber der Oberste Gerichtshof entschied in elf separaten Fällen zwischen 1867 und 1902, dass eine argentinische Frau, die einen Ausländer heiratete, ihre Staatsangehörigkeit verlor. Ebenso erlangte eine ausländische Frau, die mit einem Argentinier verheiratet war, dessen Staatsangehörigkeit. Der argentinische Zivilkodex, der 1869 verabschiedet wurde, folgte dem katholischen Kirchenrecht, das die Autorität des Ehemanns über seine Familie etablierte und verheiratete Frauen für handlungsunfähig erklärte. Eine Entscheidung des Obersten Gerichtshofs von 1902 stellte fest, dass der Eheakt weder für den Erwerb noch den Verlust der Staatsangehörigkeit einer Frau verantwortlich war, sondern dass er sie für rechtliche Zwecke in Rechtsangelegenheiten expatriieren könnte und bekräftigte, dass eine Ehefrau verpflichtet war, der Autorität ihres Mannes zu folgen.
Ab 1914 leitete eine verheiratete Frau, ob ausländisch oder argentinisch, ihre Staatsangehörigkeit nicht mehr von der ihres Ehemannes ab. In diesem Jahr wies der Außenminister die Konsulate im Ausland an, argentinische Frauen, die im Ausland leben und mit Ausländern verheiratet sind, als argentinische Staatsbürger zu registrieren und ausländische Ehefrauen argentinischer Männer in die Konsulatsregister aufzunehmen, ohne anzugeben, dass sie die argentinische Staatsangehörigkeit hatten. Ab 1918 wies das Außenministerium an, dass ausländische Ehefrauen argentinische Pässe erhalten könnten, obwohl sie technisch gesehen keine Staatsbürgerinnen waren, aber denselben zivilen Status wie der Ehemann hatten. Im Jahr 1926 revidierte Argentinien seinen Zivilkodex durch das Gesetz 11.357, das die Bestimmung der ehelichen Autorität für Ehemänner aufhob und die bürgerlichen Rechte der Frauen erweiterte. Laut der Bundeskammer in Buenos Aires hatte eine verheiratete Frau technisch gesehen ihre Staatsangehörigkeit verloren, aber nach der Änderung war ihre Staatsangehörigkeit unabhängig von der ihres Mannes. 1933 unterzeichnete die argentinische Delegation auf der Montevideo-Konferenz der Panamerikanischen Union die Interamerikanische Konvention über die Staatsangehörigkeit von Frauen, die 1934 ohne rechtliche Vorbehalte in Kraft trat. Im Jahr 1947 erließ der Außenminister ein weiteres Rundschreiben, das erneut bekräftigte, dass die Ehe weder die Einbürgerung noch den Verlust der Staatsangehörigkeit für einen Ehepartner bewirkte, aber dass ausländische Ehefrauen argentinische Pässe erhalten könnten.

### Mercosur-Integration
Die argentinische Beteiligung an der Mercosur-Integration begann Ende des 20. Jahrhunderts. Die anfängliche Zusammenarbeit konzentrierte sich auf die Wirtschaft durch die Einrichtung von Mercosur als regionalen Handelsblock. Argentinien wurde 1991 zusammen mit Brasilien, Paraguay und Uruguay Gründungsmitglied von Mercosur. Dieses Abkommen zielte darauf ab, die wirtschaftliche Integration und Zusammenarbeit zwischen seinen Mitgliedsstaaten zu fördern. Argentinische Bürger haben an Mercosur-Initiativen teilgenommen und von Abkommen wie dem freien Waren-, Dienstleistungs- und Personenverkehr innerhalb des Blocks profitiert. Darüber hinaus hat Mercosur den politischen Dialog und die Zusammenarbeit zwischen seinen Mitgliedsstaaten in verschiedenen regionalen und internationalen Fragen erleichtert. Argentiniens Beteiligung an Mercosur hat zur wirtschaftlichen Entwicklung und Integration der Region beigetragen.

## Referenzen
1. ↑  ¿Cuál es la diferencia entre Ciudadanía y Nacionalidad? | Actualizado mayo 2024. In: EducaAR: Transformando Futuros, Forjando Conocimiento en Argentina. 13. Juni 2023, abgerufen am 1. Mai 2024 (spanisch).
2. 1 2 3 4  CIUDADANIA Y NATURALIZACION – LEY 346 Y NORMAS REGLAMENTARIAS Y COMPLEMENTARIAS. (deutsch: Staatsbürgerschaft und Einbürgerung – Gesetz 346 und ergänzende Regeln). Cámara de Diputados de la Nación, abgerufen am 1. August 2022 (spanisch). Including law 346 with all modifications to 2017: laws 16801, 20835, 24533, 24951, 26774 and decree 70/2017
3. ↑  Ley n° 21.795: Atribución, otorgamiento, pérdida y cancelación de la nacionalidad y de la ciudadanía argentina. Normas. (abgeschafft, verkündet im Mai 1978) auf InfoLEG
4. ↑  Obtener la ciudadanía argentina. In: Argentina.gob.ar. 14. März 2018, abgerufen am 1. Mai 2024 (spanisch).
5. 1 2  Doble Nacionalidad. (deutsch: Doppelte Staatsangehörigkeit). In: Government of Argentina. Abgerufen am 1. August 2022 (spanisch).
6. ↑  ATENCIÓN! Sobre el uso de la Doble Ciudadanía + DNI. (deutsch: ACHTUNG! Über die Nutzung der doppelten Staatsbürgerschaft + argentinisches Ausweisdokument). In: El mundo de Floxie. 26. Mai 2015 (spanisch). Seek: LA YAPA | Las dos caras de la moneda - explanations by two Argentine immigration control officials.
7. ↑  Tramitar el pasaporte al instante. (deutsch: Sofort-Pass beantragen). In: Government of Argentina. Abgerufen am 2. August 2022 (spanisch).
8. ↑  Ratifican que no se puede renunciar a la nacionalidad. In: www.cij.gov.ar. Abgerufen am 1. Mai 2024 (spanisch).
9. ↑  Während des argentinischen Unabhängigkeitskrieges
10. ↑  Ley de Ciudadanía n° 346. Government of Argentina, 8. Oktober 1860 (spanisch).
11. ↑  Mercosur. In: Argentina.gob.ar. 3. August 2021, abgerufen am 1. Mai 2024 (spanisch).
12. ↑  ALADI ACE 018 180. (spanisch).